# 20990 Maryannehervey
20990 Maryannehervey este o planetă minoră (asteroid), cu un diametru de 2,91 km, din centura de asteroizi. A fost descoperită pe 1 septembrie 1983 la Observatorul La Silla de Henri Debehogne și a fost numită după Mary Anne Fallows⁠(d). 
Obiectul prezintă o orbită caracterizată de o semiaxă mare de 2,1700643 UAi, o excentricitate de 0,14, o înclinație de 3,06625 ° în raport cu ecliptica.